# Норт-Вестмінстер (Вермонт)
Норт-Вестмінстер (англ. North Westminster) — переписна місцевість (CDP) в США, в окрузі Віндем штату Вермонт. Населення — 262 особи (2020).

## Географія
Норт-Вестмінстер розташований за координатами 43°7′22″ пн. ш. 72°27′27″ зх. д. / 43.12278° пн. ш. 72.45750° зх. д. (43.122884, -72.457516).  За даними Бюро перепису населення США в 2010 році переписна місцевість мала площу 0,88 км², з яких 0,86 км² — суходіл та 0,02 км² — водойми. В 2017 році площа становила 1,27 км², з яких 1,23 км² — суходіл та 0,04 км² — водойми.

## Демографія
Згідно з переписом 2010 року, у селищі мешкало 247 осіб у 101 домогосподарстві у складі 71 родини. Густота населення становила 280 осіб/км².  Було 111 помешкання (126/км²).
Расовий склад населення:
| - 96,4 % — білих - 1,6 % — азіатів - 0,8 % — чорних або афроамериканців |

До двох чи більше рас належало 0,4 %. Частка іспаномовних становила 2,0 % від усіх жителів.
За віковим діапазоном населення розподілялося таким чином: 20,2 % — особи молодші 18 років, 62,8 % — особи у віці 18—64 років, 17,0 % — особи у віці 65 років та старші. Медіана віку мешканця становила 42,5 року. На 100 осіб жіночої статі у селищі припадало 102,5 чоловіків;  на 100 жінок у віці від 18 років та старших — 89,4 чоловіків також старших 18 років.
Медіана доходів становила 41 442 долари для чоловіків та 29 792 долари для жінок. За межею бідності перебувало 16,0 % осіб, у тому числі 21,1 % дітей у віці до 18 років та 0,0 % осіб у віці 65 років та старших.
Цивільне працевлаштоване населення становило 177 осіб. Основні галузі зайнятості: мистецтво, розваги та відпочинок — 36,2 %, будівництво — 24,9 %, роздрібна торгівля — 13,6 %, освіта, охорона здоров'я та соціальна допомога — 13,6 %.